# 永邦
永邦（英語：Shaun Yu，本名余永邦，1974年7月1日—），新加坡創作歌手、企业家、音樂製作人兼經紀人。最初為博德曼音樂旗下歌手，之后曾担任多家娱乐和科技公司的首席执行官和投资人，目前為永邦亞太娛樂創辦人。

## 音乐生涯
永邦於1999年開始投入音樂幕後工作，並開始創作歌曲。2001年被台灣知名音樂人季忠平發掘，他獲得博德曼唱片國語部總監李安修的賞識，簽約博德曼唱片及也是音樂製作，同年10月正式走到幕前發行首張同名創作專輯《永邦》，主打歌《你是我最深愛的人》、《挽回時間》及翻唱李恕權的舊作《每次都想呼喊你的名字》更是傳唱一時。由於唱片公司的宣傳策略關係，在該專輯三首主打歌MTV中，完全看不見永邦本人的面孔，取而代之的是類似TVBS《音樂愛情故事》節目的內容，其目的為讓觀眾專注於他的歌聲，並先後邀請任達華及陳明真、4 in Love成員冷嘉琳各自參與三首主打歌MTV與演出，就連唱片封面也採用前衛的賓拉登式封面設計。而第一張唱片以「音樂優聲學」封號做為吸引歌迷的話題，因而在之後的唱片宣傳中就沒有使用此一稱呼。
2002年10月，發行第二張創作專輯《永邦.Come》，延續首張專輯的聲勢，永邦更破例在唱片封面、MTV中以真人現身的方式亮相。主打歌《威尼斯的淚》、《支離人》、《男人淚》、《廢墟》、《魔鬼的交易》反應不俗，同時永邦在此專輯當中翻唱羅大佑的成名作《野百合也有春天》獲得一致的好評。
2004年4月，發行首張翻唱專輯《一追再追》，主打歌《一追再追》、《寂寞公路》、《雙手的溫柔》、《藍雨》、《天真》反應不俗，其中《一追再追》、《寂寞公路》MTV更採用偶像劇手法拍攝獲得一致的好評。
2007年12月，發行第三張創作專輯《願望》。
2009年8月，發行第四張創作專輯《魔鬼的眼淚》。

## 爭議
2005年，新加坡音樂創作人永邦推出珍愛真愛風行精選集，當中「Melody」一曲被指抄襲鳥之詩。台灣ACG迷為表達不滿，寫信向日本Key直接反應，而Key就向持有版權的SONY BMG抗議，最後SONY BMG公開道歉並進行回收。此事件為唱片公司發行了一張永邦的個人精選及新歌專輯，但是卻在專輯中引起了一些爭議。專輯中的音樂並非永邦原創，也沒有他的歌声，而是一家遊戲公司的音樂。

## 外部連結
- 永邦的新浪微博
- 永邦的Facebook專頁